# Teano
Teano ist eine italienische Gemeinde (comune) mit 11.147 Einwohnern (Stand 31. Dezember 2023) in der Provinz Caserta in Kampanien. Die Gemeinde  am Fuße des erloschenen Vulkans Roccamonfina liegt etwa 30 Kilometer nordwestlich von Caserta, etwa 40 Kilometer südwestlich von Isernia und etwa 48 Kilometer nordnordwestlich von Neapel. 

## Geschichte
Als Teanum Sidicinum war der Ort bereits in römischer Zeit bekannt und Hauptort der Sidiciner. Münzfunde weisen auf seine Bedeutung hin, und auch die noch vorhandenen Ruinen, unter anderem ein Amphitheater mit etwa 10.000 Plätzen, bezeugen dies. Der Niedergang des Römischen Reiches bedeutete auch den Niedergang der hiesigen Region. Im 9. Jahrhundert wurde eine Benediktiner-Abtei errichtet. Friedrich II. verleibte sich die Gegend um Sessa Aurunca und Teano in sein Reich ein. Später herrschten unterschiedliche Familien über die Region. 
Von bauhistorischer Bedeutung sind heute noch die Kathedrale und die Festung von Teano. 
1710 verlieh König Karl von Spanien und  Neapel dem Feldmarschall der spanisch-italienischen Truppen in Neapel, Wirich Graf Daun, das Fürstentum Teano, welches vorher der Herzogin von Medina-Sidonia konfisziert worden war. Daun stellte dieses Lehen aber gegen Ablöse zurück, der gleichzeitig verliehene Titel eines Fürsten von Teano blieb jedoch in der Familie Daun und ging 1876 auf die Familie Pálffy von Erdőd als deren Erben über, jedoch führte ihn auch die Familie Caetani, die Teano 1750 übernahm.
1860 kam es hier zum „Handschlag von Teano“. Giuseppe Garibaldi und Viktor Emanuel II. reichten einander die Hand, sodass später Viktor Emanuel II. zum König Italiens wurde.

## Verkehr
Die Via Appia lag südlich von Teano, die Via Casilina (heute: Strada Statale 6) östlich von der Gemeinde. Die Autostrada A1 führt durch das Gemeindegebiet, eine Anschlussstelle gibt es jedoch nicht, stattdessen verbindet die Strada Statale 608 mit der Via Appia (Strada Statale 7) und Caianello. Der Bahnhof Teanos liegt an der Bahnstrecke Rom–Cassino–Neapel.

## Persönlichkeiten
- Erchempert (Lebensdaten unbekannt: 9. Jahrhundert), führte die Bruderschaft aus dem Kloster Montecassino nach Teano auf der Flucht vor den Sarazenen
- Luigi Tansillo (1510–1568), in Teano verstorbener Dichter
- Wirich Philipp von und zu Daun (1669–1741), Fürst von Teano
- Leopold Joseph von Daun (1705–1766), Fürst von Teano